# Mohamed Gammoudi
Mohammed Tlili ben Abdallah, más conocido como Mohamed Gammoudi (Sidi Ach, Túnez, 11 de febrero de 1938) es un atleta tunecino especialista en pruebas de larga distancia que fue campeón olímpico de los 5.000 metros en los Juegos de México 1968.
Fue uno de los primeros corredores de larga distancia procedentes del Magreb, aunque antes el argelino Alain Mimoun había logrado importantes triunfos representando a Francia. Se dio a conocer en los Juegos del Mediterráneo de Nápoles 1963, ganando las pruebas de 5.000 y 10.000 metros.
Pese a todo, no estaba considerado entre los favoritos para los Juegos Olímpicos de Tokio 1964. En la final de los 10.000 metros las miradas estaban puestas en el australiano Ron Clarke, vigente plusmarquista mundial. A falta de dos vueltas se quedaron solos en cabeza Clarke, Gammoudi y el casi desconocido estadounidense Billy Mills. Gammoudi lanzó un fuerte ataque y salió en cabeza de la última curva, dando la impresión de que iba a ganar, pero finalmente Mills logró remontar y acabó llevándose la medalla de oro de manera sorprendente, mientras que Gammoudi se hacía con la plata y Clarke con el bronce.
Dos días más tarde Gammoudi ganó en su serie clasificatoria de los 5.000 metros, aunque por razones nunca aclaradas, no se presentó a la final de esta prueba.
En los Juegos del Mediterráneo de Túnez 1967 consiguió revalidar sus títulos de 5.000 y 10.000 metros. En 1968 ganó el Cross de las Naciones disputado en su país natal y llegó como uno de los favoritos a los Juegos Olímpicos de México 1968. En la final de los 10.000 metros estuvo al frente de la prueba desde casi el inicio, tirando del grupo. A la última vuelta llegó junto al keniano Naftali Temu y al etíope Mamo Wolde, que finalmente le superaron y hubo de conformarse con la medalla de bronce.
En la final de los 5.000 metros iba a lograr el mayor triunfo de su carrera deportiva. Esta vez sus principales rivales fueron los kenianos,  Naftali Temu y Kipchoge Keino, y a diferencia de lo ocurrido en los 10.000 metros, Gammoudi logró resistir sus ataques, y acabó ganando la medalla de oro en un apretado sprint con una marca de 14:05,0. La plata fue para Keino (14:05,2) y el bronce para Temu (14:06,4)
Su cuarta y última medalla olímpica la lograría cuatro años más tarde en los 5.000 metros de los Juegos Olímpicos de Múnich 1972. Esta vez Gammoudi no llegaba en tan buen estado de forma, y en los últimos años no había logrado resultados destacados, aunque nadie discutía su gran capacidad competitiva. En la final de los 10.000 metros tuvo bastante mala suerte, ya que sufrió una caída a mitad de carrera junto al finlandés Lasse Virén, y se llevó la peor parte. Mientras Virén pudo levantarse rápidamente y volver a contactar con el grupo, hasta el punto de ganar la carrera, Gammodi se quedó retrasado y acabó abandonando la prueba poco después.
En cambio en la final de los 5.000 metros tuvo una brillante actuación, liderando el grupo durante casi todo el recorrido, y cediendo al final únicamente ante el finlandés Lasse Virén, que lograba así un magnífico doblete. Gammodi lograba la medalla de plata y el británico Ian Stewart la de bronce.
Esta fue la última gran carrera de Gammoudi, que se retiró del atletismo poco después.

## Resultados
| Año  | Competición      | Lugar  | Puesto                     | Marca           |
| ---- | ---------------- | ------ | -------------------------- | --------------- |
| 1964 | Juegos Olímpicos | Tokio  | 2º en 10.000 m             | 28:24,8         |
| 1968 | Juegos Olímpicos | México | 1º en 5.000 m 3º en 10.000 | 14:05,0 29:34,2 |
| 1972 | Juegos Olímpicos | Múnich | 2º en 5.000 m              | 13:27,4         |

## Marcas personales
- 5.000 metros - 13:27,4 (Múnich, 10 Sep 1972)
- 10.000 metros -  27:54,8 (Múnich, 31 Ago 1972)

| Predecesor: Robert Schul | Campeón Olímpico de 5000 metros México 1968 | Sucesor: Lasse Virén |

- Datos: Q345439
- Multimedia: Mohammed Gammoudi / Q345439